# Албинија
Албинија (итал. Albinia) је насеље у Италији у округу Гросето, региону Тоскана.
Према процени из 2011. у насељу је живело 2926 становника. Насеље се налази на надморској висини од 6 м.